# 1,6-Dicloro-hexano
1,6-Dicloro-hexano ou 1,6-Dicloroexano é um composto químico do grupo dos alcanos halogenados com a fórmula C6H12Cl2. Possui a estrutura básica do hexano, possuindo nas terminações da cadeia átomos de cloro.
É usado em fragrâncias, cosméticos, proteção de colheiras e na indústria da borracha.